# Marien-Gymnasium Werl

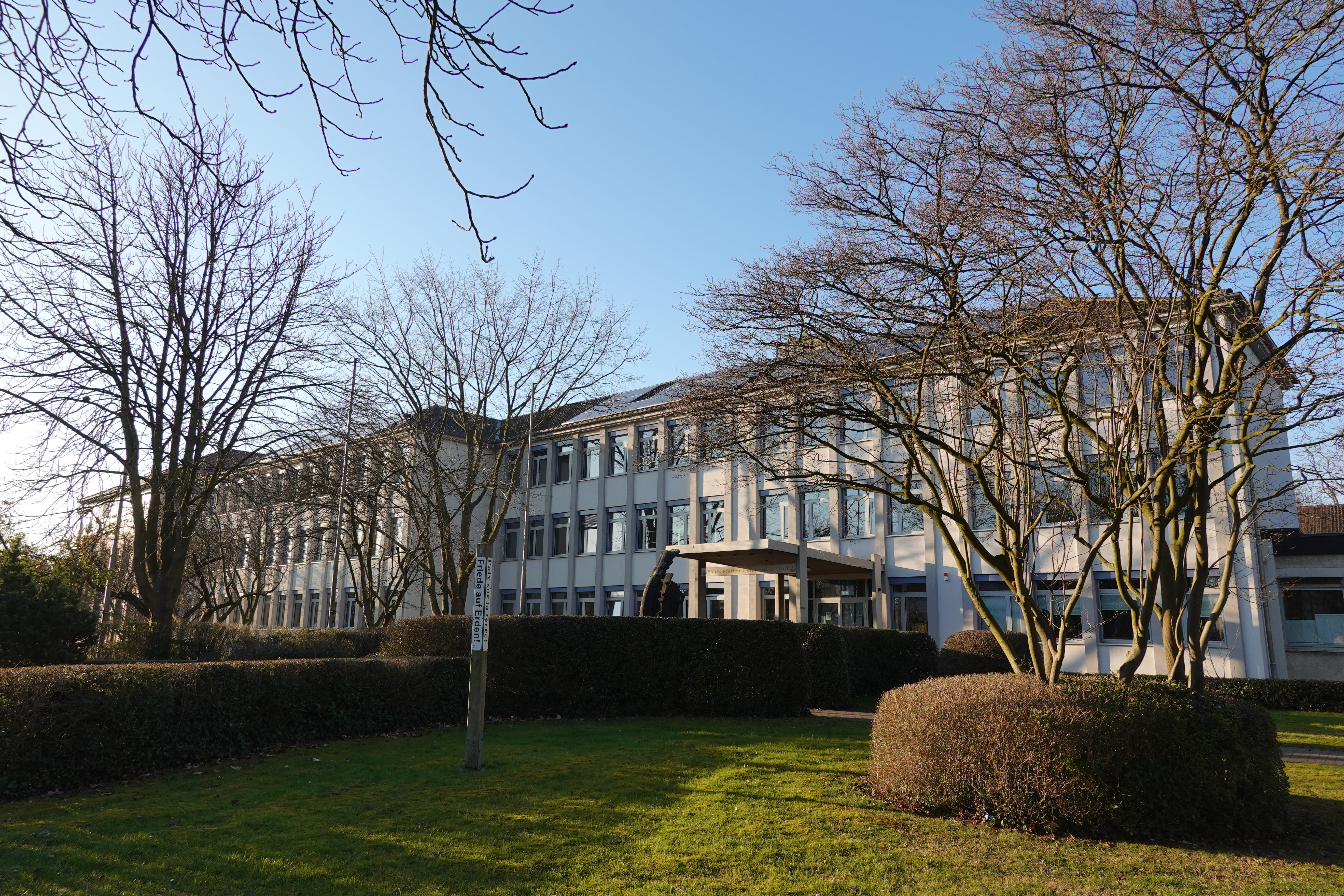
Gebäudeansicht mit Haupteingang (rechts im Bild)

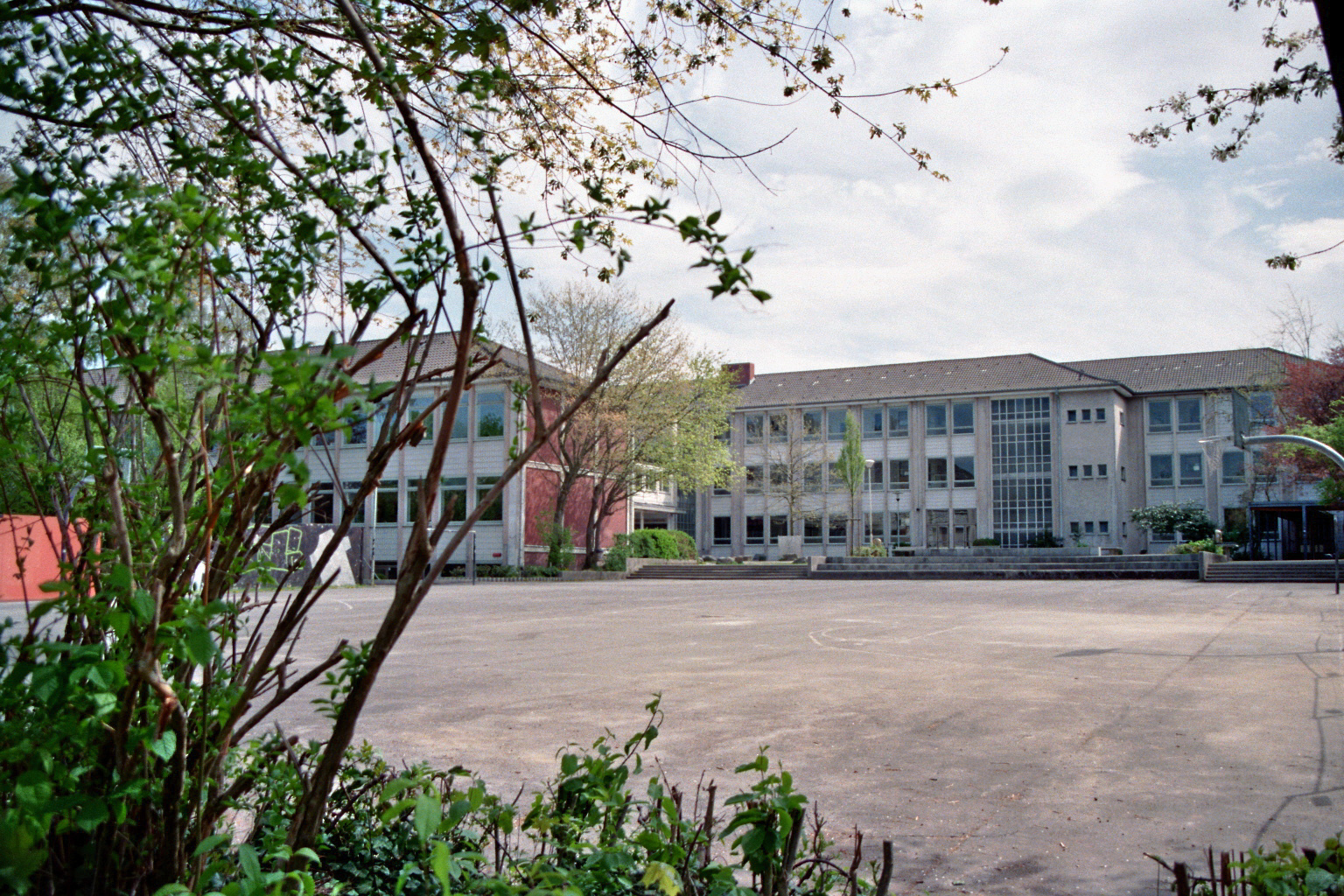
Schulhof

Das Städtische Marien-Gymnasium Werl, gegründet 1907 als städtische Jungenschule in der Form des Progymnasiums mit englischem Ersatzunterricht, stand lange Jahre unter geistlicher Leitung. Die Schule griff nach längerer Unterbrechung die fast vergessene Tradition einer kleinen Lateinschule in der ehemals kurkölnischen Stadt Werl auf.

## Vorgängerschulen
Eine Vorgängerschule ist im Stadtgebiet 1419, 1463 und 1473 als Gelehrtenschule, entsprechend einer heutigen höheren Schule, erwähnt. Ein neues Schulhaus wurde 1558, an der Stelle des heutigen Walburgahauses in der Nähe der Propsteikirche errichtet. In diesem Haus ist das Portal der alten Lateinschule erhalten. Auf dem Distichon ist im Querbalken die Inschrift erhalten: Dogmatis ut Christi placidae virtutis asilon nostra petat pubes haec nova structa schola Anno Domini 1558 (Damit unsere Jugend eine Heimstätte friedsamer Tugend nach den Lehren Christi erhalte, ist diese neue Schule im Jahre des Herrn 1558 errichtet worden). 1779 beschloss der Rat der Stadt ein wirkliches Gymnasium zu errichten, die Lehrkräfte stellten die Werler Kapuziner. Die zuständige kurfürstliche Stelle in Bonn genehmigte das Vorhaben. Werl bekam sein erstes Mariengymnasium, das 1787 auf Anweisung von Maximilian Friedrich von Köln wieder geschlossen wurde. Der Kurfürst fürchtete eine zu starke Konkurrenz für die Gymnasien in Geseke und Arnsberg. Die Lateinschule blieb bestehen.

## Schulgeschichte
1912 wurde aus dem Progymnasium ein Vollgymnasium, das von dem Direktor Johannes Spieker, einem Geistlichen des Bistums Paderborn, geleitet wurde. Ein schon bei Gründung des Progymnasiums geplantes Konvikt, ein Internat im Eigentum des Paderborner Bischofs, bot vor allem Jungen aus der ländlichen Umgebung von Werl, auch aus dem nahen Sauerland, die einen geistlichen Beruf anstrebten, die Chance zum Besuch eines Gymnasiums.
In der Zeit des Nationalsozialismus wurde der geistliche Schulleiter seines Amts enthoben. Aus dem Marien-Gymnasium wurde eine „Deutsche Oberschule für Jungen“. Gleich nach Kriegsende eröffnete die Schule, deren Gebäude nach der Besetzung der Stadt Werl durch amerikanische Truppen noch von einem deutschen Bombenflugzeug zerstört worden war, ihre Tore wieder – zunächst in geliehenen Räumen – als städtisches humanistisches Gymnasium. 1948 wurde auch wieder, wie vor der NS-Zeit, auf Vorschlag des Erzbischofs von Paderborn, ein geistlicher Leiter berufen. Dieser Leiter, Rudolf Preising, wurde später, vor allem wegen seiner Verdienste um die Erforschung der Heimatgeschichte, Ehrenbürger der Stadt Werl.
Das hohe Niveau, das das kleinstädtische humanistische Gymnasium gerade in den Jahren nach dem Zweiten Weltkrieg erreichte, ist auch daran abzulesen, dass einer der Lehrer, der Latinist Heinz Heubner in Anerkennung seiner wissenschaftlichen Leistungen (Herausgabe einer kritischen Ausgabe von Werken des Tacitus) den Ehrendoktor der Basler philosophischen Fakultät erhielt und vom Land Nordrhein-Westfalen mit dem Titel „Professor“ ausgezeichnet wurde. Ein anderer, Hugo Staudinger, wurde als Professor für Geschichte an die damalige Gesamthochschule Paderborn berufen.
1968 erhielt die Schule erstmals (von der NS-Zeit abgesehen) einen nicht-geistlichen Leiter. Sie entwickelte sich vom humanistischen Gymnasium zu einem neusprachlich-naturwissenschaftlichen Gymnasium, das auch weiter die alten Sprachen anbot, und von einem Jungengymnasium zu einer koedukativen Schule.
Die heute vierzügige Schule spielt in dem auch sonst mit weiterführenden Schulen gut ausgestatteten Zentralort des westlichen Soester Kreisgebietes seit mehr als 100 Jahren eine kulturell wichtige Rolle. Außerdem ist das Marien-Gymnasium die größte Schule Werls mit mehr als 553 Schülerinnen und 508 Schülern sowie 50 Lehrerinnen und 36 Lehrern (Stand 2017).
Für das Schuljahr 2023/2024 ist die Schule als Bündelungsgymnasium ausgewiesen.

## Auszeichnungen
2016 wurde die Schule mit dem Titel Schule ohne Rassismus – Schule mit Courage ausgezeichnet.

## Ansichten

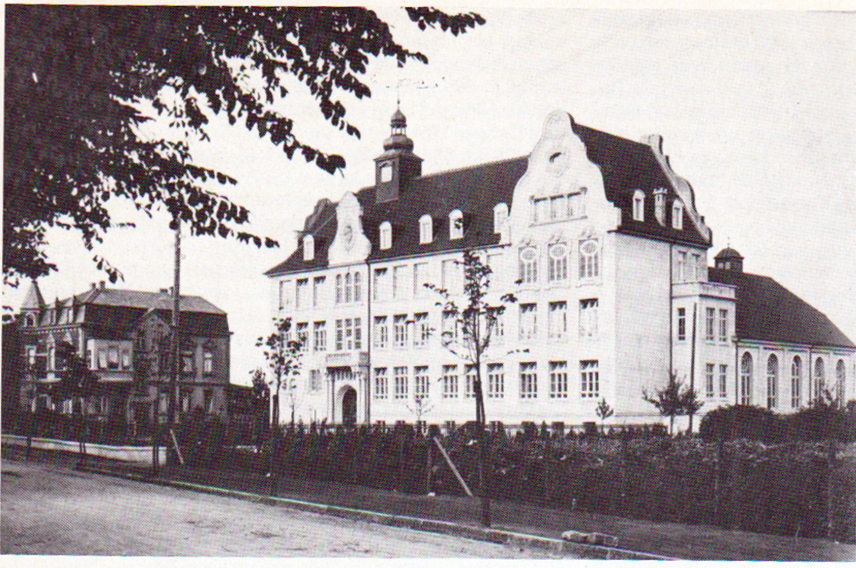
Ansicht von 1910
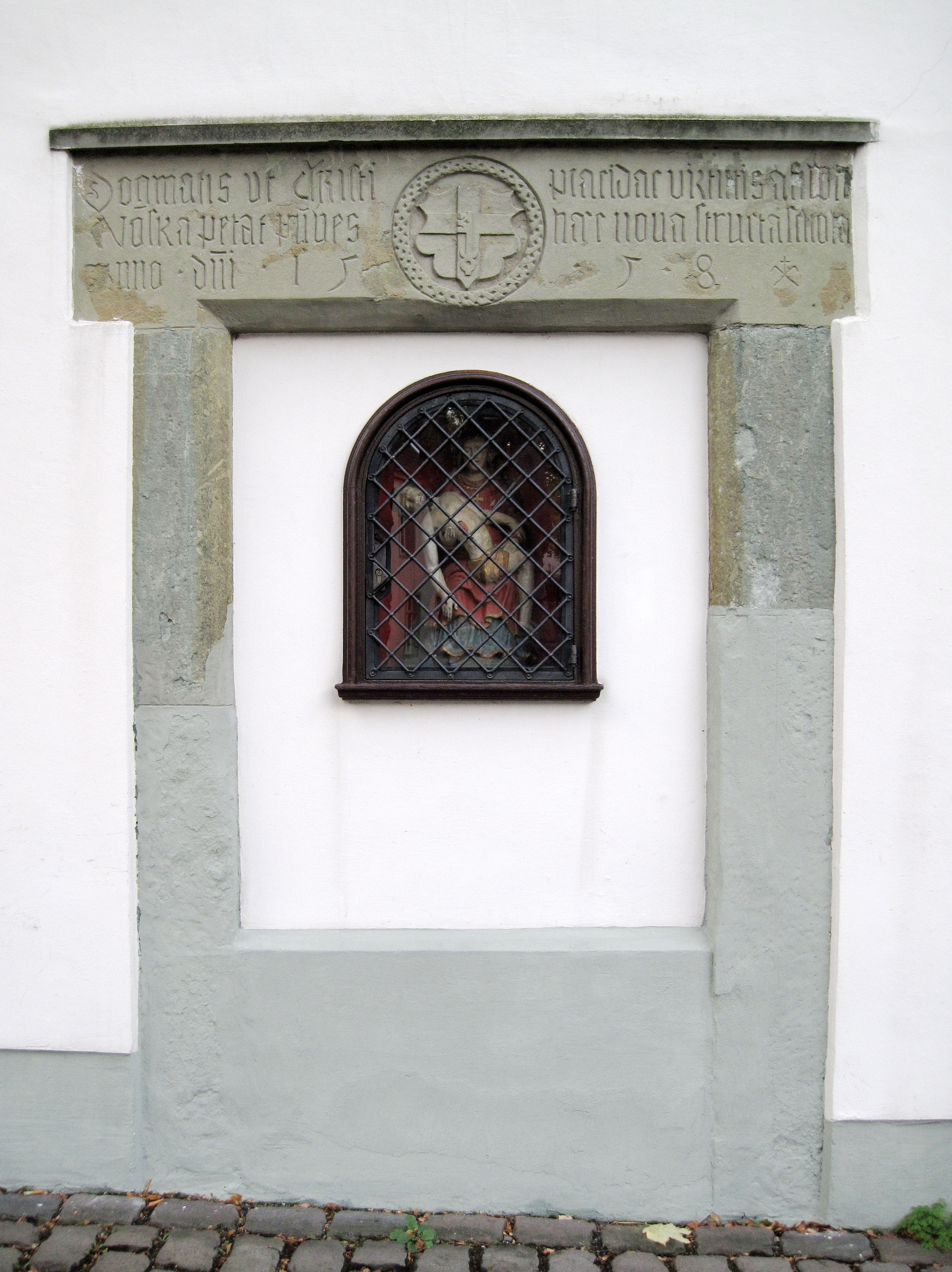
Eingang zur ehemaligen Lateinschule

## Bekannte Schüler und Lehrer
- Alfred Dregger (1920–2002), Politiker (CDU), war Schüler
- Andreas Englisch (* 1963), Journalist und Sachbuchautor, war Schüler (Abitur 1983)
- Uwe Grauer (* 1970), Fußballspieler und -trainer, war Schüler (Abitur 1989)
- Friedrich Hüttemann (1875–1945), Priester, Philologe und Kirchenliedautor, von 1914 bis 1934 Schulleiter des Gymnasiums
- Walter Salmen (1926–2013), Musikwissenschaftler und Hochschullehrer, war Schüler
- Wilhelm Schamoni (1905–1991), römisch-katholischer Theologe, Begründer und Herausgeber der Zeitschrift Theologisches
- Hugo Staudinger (1921–2004), Historiker und Wissenschaftstheoretiker, war Lehrer
- Rudolf Preising (1904–1981), Priester und Heimatforscher, von 1948 bis 1968 Schulleiter des Gymnasiums
- Christian Schulze (* 1970), Altphilologe, Biologe und Medizinhistoriker (Abitur 1990)